# Irene Bedard
Irene Bedard (født 22. juli 1967 i Anchorage i Alaska) er en amerikansk skuespiller.
Irene Bedards første rolle var som Mary Crow Dog i tv-produktionen Lakota Woman: Siege at Wounded Knee. Mest kendt er hun nok for som stemmen til titelkarakteren i Disney-animationen Pocahontas samt Pocahontas 2: Rejsen til England.
I 2012, startede hun "Sleeping Lady Films" og "Waking Giants Productions" med den canadiske businessman Thom Denomme.
Hun blev i 1995 udvalgt som en af People magazines '50 Most Beautiful People'.

## Privatliv
Bedard giftede sig med sangeren Deni Wilson i 1993. De har sammen en søn, Quinn Wilson født i 2003. I november 2010, blev det afsløret at Bedard var blevet seksuelt og fysisk sey misbrugt af Wilson gennem deres ægteskab, hvor han havde taget hendes løn og forbudt hende at arbejde i hendes karriere-område, ved mindre han specifikt bekræftede projektet, sagde hendes niece Alia Davis. Parret blev skilt i 2012.